# Ruapuke

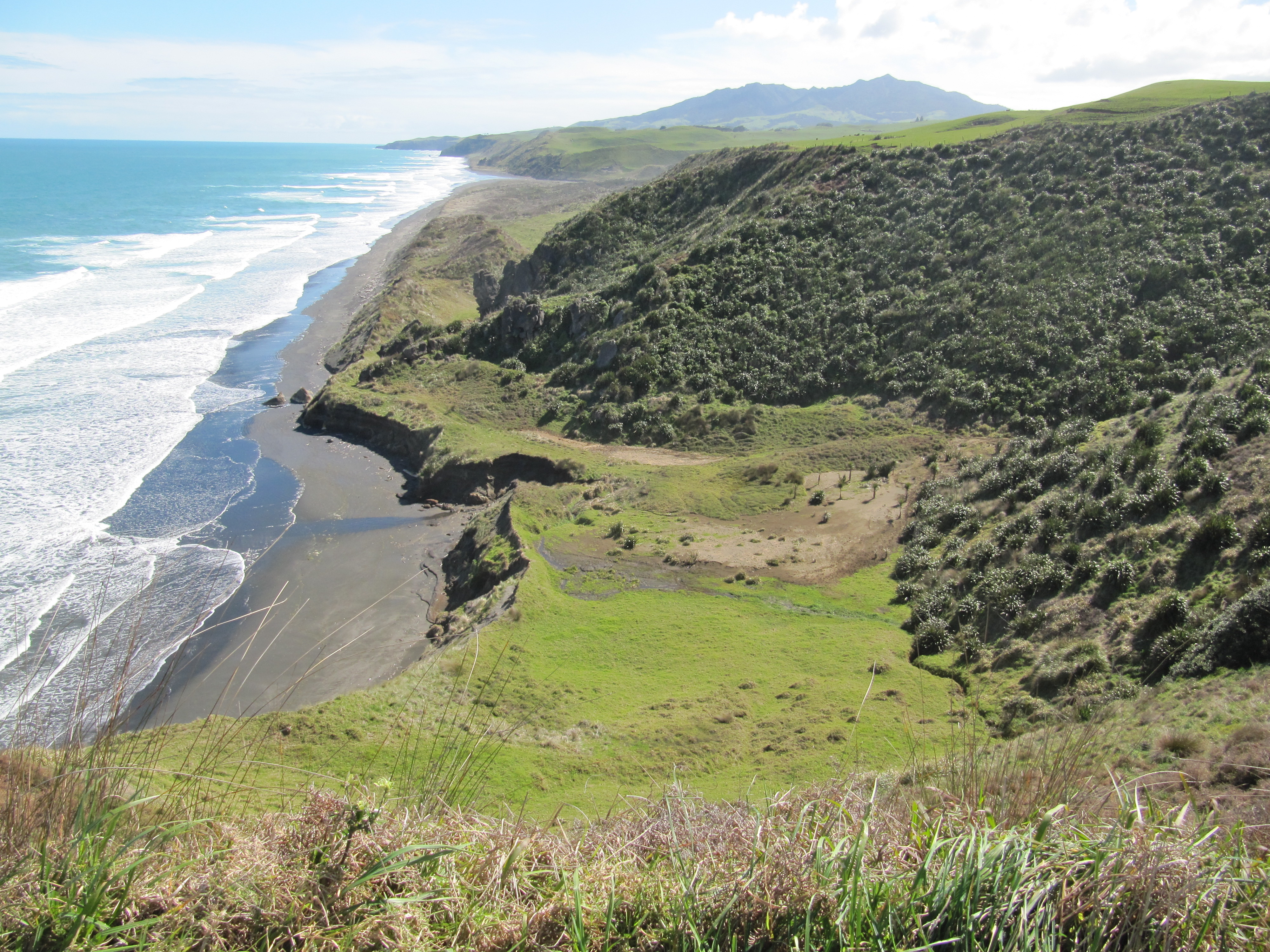
Plage de Ruapuke vue depuis la falaise surplombant la plage de Waiau Beach.

Ruapuke est une petite localité rurale de l’Île du Nord de la Nouvelle-Zélande.

## Situation
C’est une petite ville dont l’activité est centrée sur l’élevage, située dans la région de Waikato, sur les pentes du mont Karioi entre la ville de Raglan et le port de Kawhia (en).

## Accès
Ruapuke est situé à dix kilomètres de Te Mata. Un segment de huit kilomètres de la route de Ruapuke est goudronné et certaines courbes ont été supprimées mais la route est toujours très exposée et sinueuse. Elle est souvent utilisée pour les compétitions de rallyes automobiles. Ruapuke est à 27 km de la ville de Raglan via la route de Whaanga et les gorges de Te Toto, route caillouteuse, sinueuse et montagneuse et qualifiée d'« emblématique » dans les descriptions du Rallye de Nouvelle-Zélande.

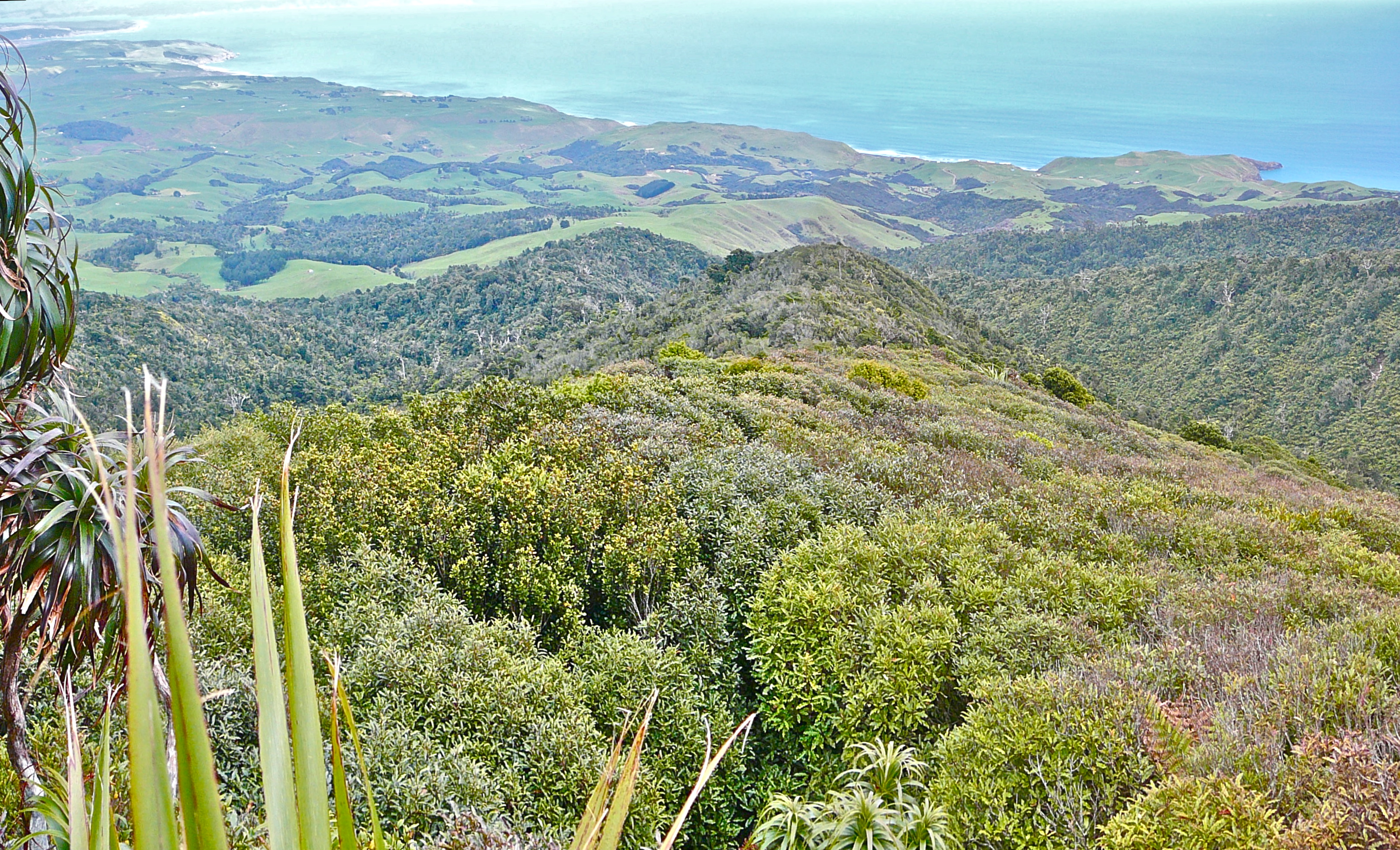
Ruapuke vue depuis le sommet du mont Karioi.

## Population
Selon le recensement de 2006, Ruapuke compte 66 personnes vivant dans 21 habitations dont la,moyenne d’âge est de 34 ans. Certaines familles y vivent depuis plusieurs générations.

## Histoire
La plus grande partie du district de Ruapuke est une zone de loam sablonneux, qui, à une époque, a compté une grande population de Maoris, mis en évidence par l’existence d’anciennes pas, de grands tas de coquilles, de sites comportant d'anciennes maisons et de nombreux puits pour stocker les patates douces.
À l'arrivée des premiers Européens dans les années 1850, la région, essentiellement sablonneuse, est couverte de bush clairsemé avec une importante proportion de karakas (en), de Vitex lucens (en), et de Cordyline australis. Le reste est couvert de Cassinia, de Manuka, de Flax et Filicophyta. La carte archéologique montre la présence d’au moins 40 sites dans le secteur.
La partie couverte d’argile du district (surtout à l’intérieur et sur les pentes du mont Karioi) présente une végétation formée d’un bush plus épais.

## Éducation
Ruapuke a possédé une école de 1877 jusqu’en 1954. Elle est remplacée par un bus école.

## Surf
Jusque dans les années 1990, la plage reste largement méconnue, utilisée seulement par les locaux et quelques pratiquants de surf et de surf-casting. Les compétitions internationales de surf telles que la Billabong Pro et la Rip Curl Pro se tiennent aujourd'hui sur le spot de Ruapuke Beach, qui procure les conditions nécessaires. La plage est désormais reconnue et appréciée par les surfeurs.
- Liste des villes de Nouvelle-Zélande